# Gran Premio motociclistico del Belgio 1983
Il Gran Premio motociclistico del Belgio fu il nono appuntamento del motomondiale 1983; si svolse il 3 luglio 1983 ed erano in programma le classi 125, 250, 500 e classe sidecar. Si è trattato della 35ª edizione del Gran Premio motociclistico del Belgio valida per il motomondiale.
Le vittorie sono andate a Kenny Roberts in classe 500, a Didier de Radiguès in classe 250, a Eugenio Lazzarini in classe 125, all'equipaggio Rolf Biland-Kurt Waltisperg tra i sidecar.

## Classe 500
Quarto successo stagionale, secondo consecutivo per lo statunitense Kenny Roberts che precede sul traguardo il connazionale Freddie Spencer; nella classifica provvisoria le posizioni tra i due piloti sono ancora invertite, con Spencer che precede Roberts, ora solo di 5 punti.
Sul podio in questa gara in Belgio, al terzo posto, un altro statunitense, Randy Mamola.
Pur essendosi qualificati in buona posizione, due piloti non hanno preso il via: si tratta di Raymond Roche, per i postumi dell'incidente avuto nel GP di Jugoslavia, e di Barry Sheene, colpito da un attacco influenzale.

### Arrivati al traguardo
| Pos. | Pilota               | Moto   | Tempo    | Griglia | Punti |
| ---- | -------------------- | ------ | -------- | ------- | ----- |
| 1    | Kenny Roberts        | Yamaha | 51.20.88 | 2       | 15    |
| 2    | Freddie Spencer      | Honda  | 51.34.78 | 1       | 12    |
| 3    | Randy Mamola         | Suzuki | 51.56.01 | 3       | 10    |
| 4    | Takazumi Katayama    | Honda  | 51.58.50 | 5       | 8     |
| 5    | Eddie Lawson         | Yamaha | 52.06.38 | 4       | 6     |
| 6    | Marc Fontan          | Yamaha | 52.28.61 | 10      | 5     |
| 7    | Marco Lucchinelli    | Honda  | 52.34.31 | 7       | 4     |
| 8    | Ron Haslam           | Honda  | 52.50.37 | 9       | 3     |
| 9    | Boet van Dulmen      | Suzuki | 53.01.43 | 11      | 2     |
| 10   | Sergio Pellandini    | Suzuki | 53.07.78 | 12      | 1     |
| 11   | Keith Huewen         | Suzuki | 53.35.51 | 14      |       |
| 12   | Mark Salle           | Suzuki | 53.43.81 | 15      |       |
| 13   | Eero Hyvärinen       | Suzuki | 53.44.05 | 17      |       |
| 14   | Franck Gross         | Honda  | 1 giro   | 19      |       |
| 15   | Wolfgang von Muralt  | Suzuki |          | 23      |       |
| 16   | Stu Avant            | Suzuki |          | 20      |       |
| 17   | Ernst Gschwender     | Suzuki |          | 27      |       |
| 18   | Rob Punt             | Suzuki |          | 25      |       |
| 19   | Peter Huber          | Suzuki |          | 28      |       |
| 20   | Børge Nielsen        | Suzuki |          | 32      |       |
| 21   | Dennis Ireland       | Suzuki |          | 29      |       |
| 22   | Johan van Eijk       | Suzuki | 2 giri   | 31      |       |
| 23   | Jean-Philippe Delers | Yamaha | 2 giri   | 37      |       |

### Ritirati
| Pilota             | Moto   | Motivo | Griglia |
| ------------------ | ------ | ------ | ------- |
| Con Law            | Suzuki |        | 30      |
| Philippe Coulon    | Suzuki |        | 16      |
| Chris Guy          | Suzuki |        | 21      |
| Jack Middelburg    | Honda  |        | 6       |
| Peter Sjöström     | Suzuki |        | 33      |
| Bent Slydal        | Suzuki |        | 26      |
| Franz Kaserer      | Suzuki |        | 35      |
| Bernard Denis      | Suzuki |        | 34      |
| Didier de Radiguès | Honda  |        | 18      |

### Non partiti
| Pilota         | Moto       | Motivo | Griglia |
| -------------- | ---------- | ------ | ------- |
| Raymond Roche  | Honda      |        | 8       |
| Barry Sheene   | Suzuki     |        | 13      |
| Jean Lafond    | Fior/Honda |        | 22      |
| Norman Brown   | Suzuki     |        | 24      |
| Fabio Biliotti | Suzuki     |        | 36      |

## Classe 250
Nella quarto di litro primo successo stagionale per il pilota di casa Didier de Radiguès, partito anche dalla pole position, che ha preceduto il francese Christian Sarron e il capofila della classifica provvisoria, il venezuelano Carlos Lavado.

### Arrivati al traguardo
| Pos. | Pilota                 | Moto       | Tempo    | Griglia | Punti |
| ---- | ---------------------- | ---------- | -------- | ------- | ----- |
| 1    | Didier de Radiguès     | Chevallier | 43.23.29 | 1       | 15    |
| 2    | Christian Sarron       | Yamaha     | 43.26.34 | 3       | 12    |
| 3    | Carlos Lavado          | Yamaha     | 43.33.20 | 2       | 10    |
| 4    | Thierry Espié          | Chevallier | 43.41.78 | 7       | 8     |
| 5    | Hervé Guilleux         | Kawasaki   | 43.42.06 | 4       | 6     |
| 6    | Martin Wimmer          | Yamaha     | 43.43.77 | 11      | 5     |
| 7    | Jacques Cornu          | Yamaha     | 43.48.52 | 6       | 4     |
| 8    | Ivan Palazzese         | Yamaha     | 43.50.57 | 22      | 3     |
| 9    | Jean-Louis Guignabodet | Rotax      | 43.53.66 | 19      | 2     |
| 10   | Jean-Marc Toffolo      | Rotax      | 43.56.90 | 10      | 1     |
| 11   | Patrick Fernandez      | Yamaha     | 43.58.42 | 16      |       |
| 12   | Christian Estrosi      | Pernod     | 44.06.52 | 8       |       |
| 13   | Thierry Rapicault      | Yamaha     | 44.12.33 | 12      |       |
| 14   | Peter Looijesteijn     | Waddon     | 44.17.47 | 20      |       |
| 15   | Massimo Matteoni       | Yamaha     | 44.21.76 | 13      |       |
| 16   | Jean-Michel Mattioli   | Yamaha     | 44.28.29 | 18      |       |
| 17   | Teruo Fukuda           | Yamaha     | 44.28.76 | 31      |       |
| 18   | Herbert Bessendörfer   | Yamaha     | 44.31.30 | 27      |       |
| 19   | Stéphane Mertens       | Yamaha     | 44.32.14 | 24      |       |
| 20   | Alan North             | Yamaha     | 44.32.41 | 15      |       |
| 21   | Roland Freymond        | Armstrong  | 44.41.06 | 30      |       |
| 22   | Harald Eckl            | Yamaha     | 44.46.48 | 28      |       |
| 23   | Bruno Lüscher          | Yamaha     | 44.54.86 | 33      |       |
| 24   | Donnie McLeod          | Yamaha     | 44.55.66 | 35      |       |
| 25   | Paolo Ferretti         | Rotax      | 45.18.77 | 32      |       |
| 26   | Graeme McGregor        | Bartol     | 45.24.07 | 17      |       |
| 27   | René Delaby            | Armstrong  | 45.45.68 | 36      |       |

### Ritirati
| Pilota           | Moto      | Motivo | Griglia |
| ---------------- | --------- | ------ | ------- |
| Siegfried Minich | Rotax     |        | 26      |
| Guy Bertin       | MBA       |        | 9       |
| Manfred Herweh   | Real      |        | 5       |
| Éric Saul        | Yamaha    |        | 29      |
| Edwin Weibel     | Yamaha    |        | 25      |
| Michel Simeon    | Yamaha    |        | 21      |
| Tony Head        | Armstrong |        | 34      |
| Carlos Cardús    | Rotax     |        | 23      |
| Bernard Fau      | Yamaha    |        | 14      |

## Classe 125
Dopo quattro secondi posti già ottenuti quest'anno, primo successo stagionale per l'italiano Eugenio Lazzarini che ha preceduto una coppia di piloti spagnoli, Ángel Nieto (suo compagno di squadra in Garelli)  e Ricardo Tormo.
La classifica è in ogni caso ancora dominata da Nieto che precede Lazzarini di 20 punti.

### Arrivati al traguardo
| Pos. | Pilota               | Moto      | Tempo    | Griglia | Punti |
| ---- | -------------------- | --------- | -------- | ------- | ----- |
| 1    | Eugenio Lazzarini    | Garelli   | 36.59.45 | 2       | 15    |
| 2    | Ángel Nieto          | Garelli   | 37.08.50 | 6       | 12    |
| 3    | Ricardo Tormo        | MBA       | 37.09.27 | 4       | 10    |
| 4    | Johnny Wickström     | MBA       | 37.45.77 | 8       | 8     |
| 5    | Lucio Pietroniro     | MBA       | 37.46.03 | 9       | 6     |
| 6    | Gerhard Waibel       | MBA       | 37.46.46 | 17      | 5     |
| 7    | Pierluigi Aldrovandi | MBA       | 37.46.77 | 13      | 4     |
| 8    | Henk van Kessel      | MBA       | 37.51.12 | 11      | 3     |
| 9    | Fausto Gresini       | MBA       | 38.02.47 | 12      | 2     |
| 10   | Stefano Caracchi     | MBA       | 38.05.23 | 22      | 1     |
| 11   | Stefan Dörflinger    | MBA       | 38.05.80 | 15      |       |
| 12   | Willy Pérez          | MBA       | 38.06.21 | 14      |       |
| 13   | Jean-Claude Selini   | MBA       | 38.07.72 | 18      |       |
| 14   | Erich Klein          | MBA       | 38.31.63 | 27      |       |
| 15   | Alfred Waibel        | Real      | 38.31.84 | 19      |       |
| 16   | Helmut Lichtenberg   | MBA       | 38.32.48 | 20      |       |
| 17   | Paul Bordes          | MBA       | 38.44.31 | 23      |       |
| 18   | Giuseppe Ascareggi   | MBA       | 38.44.53 | 26      |       |
| 19   | Olivier Liegeois     | Sanvenero | 39.00.88 | 24      |       |
| 20   | Jussi Hautanimi      | Yamaha    | 39.01.12 | 31      |       |
| 21   | Per-Edvard Carlsson  | MBA       | 39.01.43 | 25      |       |
| 22   | Jacky Hutteau        | MBA       | 39.19.76 | 30      |       |
| 23   | Jean-Paul Leonard    | MBA       | 39.35.57 | 34      |       |
| 24   | Bady Hassaine        | MBA       | 39.35.79 | 32      |       |
| 25   | Esa Kytölä           | MBA       | 39.45.78 | 29      |       |
| 26   | Kees van de Ven      | MBA       | 39.55.07 | 33      |       |
| 27   | Chris Baert          | MBA       | 3 giri   | 35      |       |

### Ritirati
| Pilota             | Moto      | Motivo | Griglia |
| ------------------ | --------- | ------ | ------- |
| Pier Paolo Bianchi | Sanvenero |        | 1       |
| Bruno Kneubühler   | MBA       |        | 3       |
| Hans Müller        | MBA       |        | 5       |
| August Auinger     | MBA       |        | 7       |
| Maurizio Vitali    | MBA       |        | 10      |
| Willem Heykoop     | Sanvenero |        | 16      |
| Anton Straver      | MBA       |        | 21      |
| Ingo Emmerich      | MBA       |        | 28      |
| Hugo Vignetti      | MBA       |        | 36      |

## Classe sidecar
Terza vittoria consecutiva per Rolf Biland-Kurt Waltisperg, che precedono al traguardo Egbert Streuer-Bernard Schnieders e Alain Michel-Claude Monchaud. Si piazzano quarti Werner Schwärzel-Andreas Huber, secondi nel mondiale; grazie a questi risultati ora Biland porta il suo vantaggio in classifica a 18 punti su Schwärzel e 23 su Streuer, quando mancano tre gare al termine della stagione. 

### Arrivati al traguardo (posizioni a punti)[3]
| Pos | Pilota           | Passeggero         | Moto           | Tempo    | Punti |
| --- | ---------------- | ------------------ | -------------- | -------- | ----- |
| 1   | Rolf Biland      | Kurt Waltisperg    | LCR-Yamaha     | 41'03"21 | 15    |
| 2   | Egbert Streuer   | Bernard Schnieders | LCR-Yamaha     | 41'21"23 | 12    |
| 3   | Alain Michel     | Claude Monchaud    | LCR-Yamaha     | 41'49"45 | 10    |
| 4   | Werner Schwärzel | Andreas Huber      | Seymaz-Yamaha  | 42'12"00 | 8     |
| 5   | Masato Kumano    | Kunio Takeshima    | LCR-Yamaha     | 42'41"91 | 6     |
| 6   | Theo van Kempen  | Geral de Haas      | LCR-Yamaha     | 42'49"54 | 5     |
| 7   | Trevor Ireson    | Donnie Williams    | Ireson-Yamaha  |          | 4     |
| 8   | Dennis Bingham   | Julia Bingham      | Padgett-Yamaha |          | 3     |
| 9   | Alfred Zurbrügg  | Martin Zurbrügg    | Seymaz-Yamaha  |          | 2     |
| 10  | Mick Barton      | Simon Birchall     | Windle-Yamaha  |          | 1     |